# متلازمة الحاسب الآلي
هي متلازمة تصيب العين والرؤية نتيجة الاستخدام الطويل للحاسب الآلي في العمل أو للترفيه أو غيره.

## الأسباب
الاستخدام الطويل والزائد للحاسوب والأجهزة اللوحية والهواتف الذكية.

## الأعراض
زيادة توتر العين والاضطراب وعدم الإحساس بالراحة واحمرار العين وتشويش الرؤية وجفاف العين. 

## الوقاية والعلاج
الحد والتقليل من الأستخدام الزائد للحاسب الآلي، وأستخدام قطرة عين مرطبة تحت إشراف الطبيب.